# Premis Gaudí de 2015

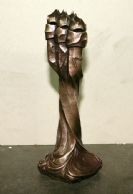
Trofeu dels premis

La setena edició dels Premis Gaudí es va celebrar l'1 de febrer de 2015. Els premis van ser lliurats per l'Acadèmia del Cinema Català en una cerimònia presentada per Àngel Llàcer.
La pel·lícula amb més nominacions va ser El Niño, amb 15. En segon lloc, amb 13, va quedar el film Stella Cadente, seguit per REC 4: Apocalipsi (amb 9) i Rastres de sàndal i 10.000 km (ambdues amb 8).
Finalment, la gran triomfadora va ser 10.000 km, de Carlos Marques-Marcet, que es va endur 5 guardons: millor pel·lícula en llengua no catalana, millor director, millor actriu principal, millor actor principal i millor guió. El Niño, de Daniel Monzón en va recollir 2 més, 7, però d'un pes específic menor.
El premi honorífic va ésser pel director, productor i guionista Ventura Pons.

## Candidatures
Als VII Premis Gaudí participaren 78 produccions entre llargmetratges, documentals, pel·lícules per a televisió i curtmetratges. Per categories, 10 pel·lícules en llengua catalana (3 menys que en l'edició anterior), 16 en llengua no catalana (també 4 menys), 10 pel·lícules europees (tantes com l'any anterior), 17 pel·lícules documentals, 10 curtmetratges, 6 pel·lícules per a televisió (en baixen 3 respecte a l'edició del 2014), 7 casos de participació de talent català (4 menys que els 11 de l'any passat) i 2 pel·lícules d'animació (categoria deserta l'any anterior).

## Nominacions

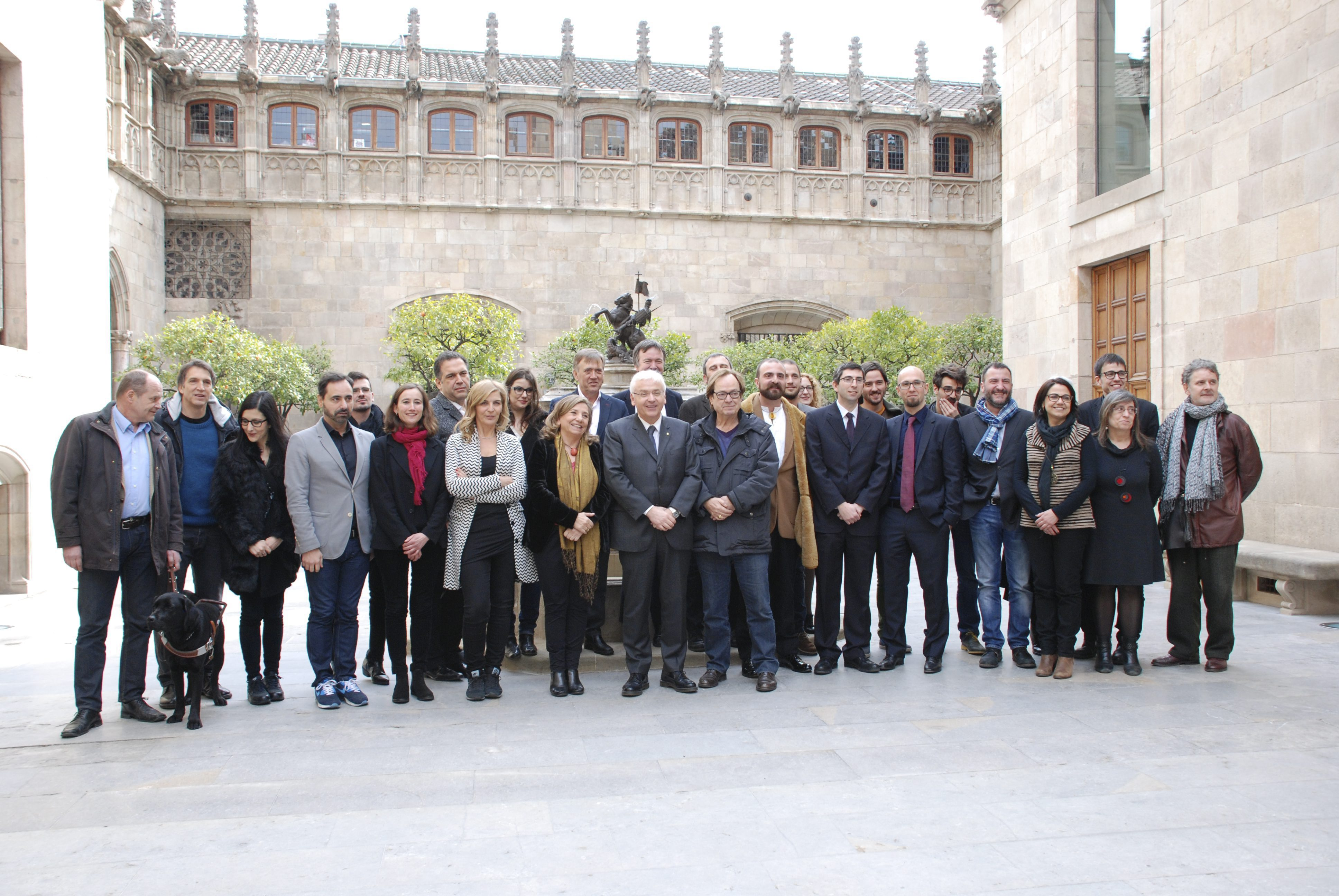
Guanyadors al Pati dels Tarongers

El dia 30 de desembre de 2014, en un acte celebrat a la Pedrera, els actors Clara Segura i Pere Arquillué van anunciar les pel·lícules finalistes de cada categoria. Finalment, 27 pel·lícules van ser nominades.

## Palmarès i nominacions

### Gaudí d'Honor-Miquel Porter
- Ventura Pons[3]

### Millor pel·lícula en llengua catalana
| Pel·lícula        | Direcció            |
| ----------------- | ------------------- |
| Rastres de sàndal | Maria Ripoll        |
| Born              | Claudio Zulian      |
| L'altra frontera  | André Cruz Shiraiwa |
| Stella Cadente    | Lluís Miñarro       |

### Millor pel·lícula en llengua no catalana
| Pel·lícula        | Direcció              |
| ----------------- | --------------------- |
| 10.000 km         | Carlos Marques-Marcet |
| El Niño           | Daniel Monzón         |
| Bella joventut    | Jaime Rosales         |
| REC 4: Apocalipsi | Jaume Balagueró       |

### Millor direcció
| Director              | Pel·lícula     |
| --------------------- | -------------- |
| Carlos Marques-Marcet | 10.000 km      |
| Daniel Monzón         | El Niño        |
| Jaime Rosales         | Bella joventut |
| Lluís Miñarro         | Stella Cadente |

### Millor documental
| Pel·lícula                       | Direcció                                     |
| -------------------------------- | -------------------------------------------- |
| Gabor                            | Sebastián Alfie                              |
| Bugarach                         | Ventura Durall Sergi Cameron Salvador Sunyer |
| Els anys salvatges               | Ventura Durall                               |
| I will be murdered (Demà moriré) | Justin Webster                               |

### Millor pel·lícula d'animació
| Pel·lícula                                        | Direcció      |
| ------------------------------------------------- | ------------- |
| Mortadel·lo i Filemó contra en Jimmy el Catxondo  | Javier Fesser |
| Els Cap de Drap a la Selva de l'Arc de Sant Martí | Àlex Colls    |

### Millor pel·lícula per televisió
| Pel·lícula                              | Direcció             |
| --------------------------------------- | -------------------- |
| Descalç sobre la terra vermella         | Oriol Ferrer         |
| L'últim ball de Carmen Amaya            | Judith Colell        |
| Prim, l'assassinat del carrer del Turco | Miguel Bardem Aguado |
| Vicenç Ferrer                           | Agustí Crespi        |

### Millor pel·lícula europea
| Pel·lícula         | Direcció          |
| ------------------ | ----------------- |
| La grande bellezza | Paolo Sorrentino  |
| Ida                | Paweł Pawlikowski |
| La isla mínima     | Alberto Rodríguez |
| Magical Girl       | Carlos Vermut     |

### Millor guió
| Guionista                              | Pel·lícula     |
| -------------------------------------- | -------------- |
| Carlos Marques-Marcet Clara Roquet     | 10.000 km      |
| Daniel Monzón Jorge Guerricaechevarría | El Niño        |
| Jaime Rosales Enric Rufas              | Bella joventut |
| Lluís Miñarro Sergi Belbel             | Stella Cadente |

### Millor actriu principal
| Actriu                | Pel·lícula        |
| --------------------- | ----------------- |
| Natalia Tena          | 10.000 km         |
| Aina Clotet           | Rastres de sàndal |
| Bárbara Lennie        | Stella Cadente    |
| Ingrid García-Jonsson | Bella joventut    |

### Millor actor principal
| Actor           | Pel·lícula     |
| --------------- | -------------- |
| David Verdaguer | 10.000 km      |
| Àlex Brendemühl | Stella Cadente |
| Jesús Castro    | El Niño        |
| Luis Tosar      | El Niño        |

### Millor actriu secundària
| Actriu         | Pel·lícula                 |
| -------------- | -------------------------- |
| Bárbara Lennie | El Niño                    |
| Mercè Arànega  | Born                       |
| Rosa Novell    | Rastres de sàndal          |
| Vicky Peña     | Los tontos y los estúpidos |

### Millor actor secundari
| Actor            | Pel·lícula     |
| ---------------- | -------------- |
| Eduard Fernández | El Niño        |
| Àlex Batllori    | Stella Cadente |
| Francesc Garrido | Stella Cadente |
| Sergi López      | El Niño        |

### Millor fotografia
| Fotògraf         | Pel·lícula        |
| ---------------- | ----------------- |
| Carles Gusi      | El Niño           |
| Jimmy Gimferrer  | Stella Cadente    |
| Pablo Rosso      | REC 4: Apocalipsi |
| Pau Esteve Birba | Bella joventut    |

### Millor música original
| Compositor                    | Pel·lícula         |
| ----------------------------- | ------------------ |
| Roque Baños                   | El Niño            |
| Arnau Bataller                | REC 4: Apocalipsi  |
| Diego Pedragosa Sergi Cameron | Els anys salvatges |
| Zeltia Montes Simon Smith     | Rastres de sàndal  |

### Millor muntatge
| Muntador                               | Pel·lícula        |
| -------------------------------------- | ----------------- |
| Mapa Pastor                            | El Niño           |
| Guillermo de la Cal                    | REC 4: Apocalipsi |
| Juliana Montañés Carlos Marques-Marcet | 10.000 km         |
| Núria Esquerra                         | Stella Cadente    |

### Millor direcció artística
| Direcció artística | Pel·lícula        |
| ------------------ | ----------------- |
| Sebastián Vogler   | Stella Cadente    |
| Anna Pujol Tauler  | Rastres de sàndal |
| Antón Laguna       | El Niño           |
| Javier Alvariño    | REC 4: Apocalipsi |

### Millors efectes especials / digitals
| Candidats                                                             | Pel·lícula                                       |
| --------------------------------------------------------------------- | ------------------------------------------------ |
| Àlex Villagrasa David Ambit Lucía Salanueva Lluís Rivera Josep Claret | REC 4: Apocalipsi                                |
| Bernat Aragonés Eric Venti Jose Bahamonde Arturo Baston               | L'altra frontera                                 |
| Guillermo Orbe David Martí Montse Ribé Raúl Romanillos                | El Niño                                          |
| Javier Romero                                                         | Mortadel·lo i Filemó contra en Jimmy el Catxondo |

### Millor so directe
| Candidats                                        | Pel·lícula        |
| ------------------------------------------------ | ----------------- |
| Sergio Bürmann Oriol Tarragó Marc Orts           | El Niño           |
| Dani Fontrodona Alejandro Castillo Ricard Casals | Stella Cadente    |
| Dani Fontrodona Yisel Pupo Marc Orts             | L'altra frontera  |
| Xavi Mas Oriol Tarragó Marc Orts                 | REC 4: Apocalipsi |

### Millor curtmetratge
| Curtmetratge     | Direcció             |
| ---------------- | -------------------- |
| El corredor      | José Luis Montesinos |
| Alex             | Laura García         |
| Café para llevar | Patricia Font        |
| Line-Up          | Àlex Julià Rich      |

### Millor vestuari
| Candidats       | Pel·lícula        |
| --------------- | ----------------- |
| Mercè Paloma    | Stella Cadente    |
| Anna Güell      | Rastres de sàndal |
| Elena Ballester | Born              |
| Vinyet Escobar  | 10.000 km         |

### Millor maquillatge i perruqueria
| Maquillador                   | Pel·lícula        |
| ----------------------------- | ----------------- |
| Alma Casal Elena Pérez        | REC 4: Apocalipsi |
| Ignasi Ruiz                   | Stella Cadente    |
| Concha Rodríguez Jesús Martos | Rastres de sàndal |
| Alicia Rodríguez Sergio Esche | Born              |

### Millor direcció de producció
| Direcció de producció      | Pel·lícula        |
| -------------------------- | ----------------- |
| Edmon Roch Toni Novella    | El Niño           |
| Josep Amorós               | Rastres de sàndal |
| Mayca Sanz                 | 10.000 km         |
| Oriol Maymó Teresa Gefaell | REC 4: Apocalipsi |